# Loofhoutboktor
De loofhoutboktor of Aziatische boktor (Anoplophora glabripennis) is een kever uit de familie boktorren (Cerambicidae). In publicaties van de overheid wordt deze ook wel aangeduid als "Aziatische boktor", hetgeen gemakkelijk verwarring in de hand werkt met de nauw verwante "Oost-Aziatische boktor" (Anoplophora chinensis). De soort staat door de IUCN vermeld als een van de 100 ergste invasieve soorten ter wereld.

## Algemeen
Deze kever komt voor in Azië (China, Japan en Korea) en is door export van hout of houten verpakkingsmaterialen (pallets) verspreid naar onder andere de Verenigde Staten en Duitsland. In Nederland heeft de soort zich nog niet kunnen handhaven en er wordt alles aan gedaan om dat zo te houden. Net zoals de beruchte maïswortelboorder kan de boktor grote schade veroorzaken aan diverse soorten bomen, zoals populiersoorten en berk, maar ook commercieel geteelde soorten als kastanje, plataan, appel en peer. De kever zelf eet na het verlaten van de boom geen hout meer en leeft maar kort, maar de larve kan binnen korte tijd ernstige schade aanrichten omdat deze vaak niet vlak onder de schors zit, maar dieper in de boom lange, brede gangen uitvreet. Bovendien gedijen de larven, in tegenstelling tot die van veel andere boktorren, niet alleen goed in hout dat toch al dood of ziek is, maar ook in gezonde bomen. Doordat de larven diep in het hout zitten, is de bestrijding bovendien niet eenvoudig.
Bij partijen geïmporteerd hout uit gebieden waar de soort leeft, wordt door veel landen gecontroleerd op de aanwezigheid van de kever, maar een aantal van de in Europa gevonden dieren is ook terug te voeren op import van kleine levende boompjes waarin de soort mogelijk als ei, mogelijk als zeer jonge larve, vrijwel ondetecteerbaar is meegekomen.

## Beschrijving
De kever wordt ongeveer 2,5 tot 3,5 centimeter lang en ongeveer een centimeter breed. De antennes (ook wel "tasters" genoemd) zijn bij mannetjes ongeveer 2 tot 2,5 keer de lichaamslengte, bij vrouwtjes nog geen 1,5 keer, hetgeen meteen een bruikbaar hulpmiddel is om geslachtsonderscheid te maken. De kleur is geheel zwart, met op de dekschilden een twintigtal zeer onregelmatige vlekken die niet allemaal even groot zijn. De antennes zijn zwart met na elk knotsvormig segment een wit deel, waardoor ze duidelijk opvallen. Zowel tasters als poten zijn lang en sprieterig. De larve is een wormachtige roomwitte made, die een wat onregelmatige segmentering heeft met duidelijke insnoeringen.

## Ontwikkeling
De wijfjes knagen voor elk van de ruim 30 eieren een gaatje in de bast van de waardboom en leggen daar telkens één circa 5 mm lang wit ei in dat enigszins op een rijstkorrel lijkt. Na een week of twee kruipt de larve uit het ei en vreet zich oppervlakkig de boom in. Pas na enige tijd, als de larve gegroeid is en aan kracht gewonnen heeft, vreet deze zich dieper naar binnen en tast ook het kernhout aan. De larve kan tot vijf centimeter lang en één centimeter dik worden en heeft een roomwitte kleur. Hij vreet op het laatst gangen uit die tot drie centimeter doorsnee hebben. Voor de verpopping wordt een popkamer geknaagd waar na enige tijd de kever uitkruipt. De pop ziet er opmerkelijk uit vanwege de al zichtbare tasters die in windingen gedraaid zijn. Zowel larve als pop kunnen overwinteren en de totale ontwikkeling kan één of twee jaar duren. De volwassen kever leeft slechts enkele maanden en blijft doorgaans op of dicht bij de boom waarin deze opgroeide, maar kan desnoods ook zonder problemen honderden meters vliegen op zoek naar nieuwe huisvesting voor de volgende generatie.

## Nederland
Hoewel de loofhoutboktor nog niet vast in Nederland voorkomt zijn er meerdere waarnemingen bekend. De eerste signaleringen waren in juni 2008 te Berghem (in verpakkingshout van een zending natuursteen) en juli 2008 te Enschede. Daar vond men ze in een speeltuin pal naast een kort daarvoor herbouwd deel van de wijk Roombeek. In de nieuw aangelegde tuintjes zijn mogelijk besmette geïmporteerde boompjes geplant.
Medio november 2010 werden in Nederland voor het eerst sporen van A. glabripennis aangetroffen in een inheemse boom; aan een esdoorn op het bedrijventerrein De Vaart in Almere Buiten werden meer dan een dozijn uitvlieggaten gesignaleerd. Na afloop van de inventarisatie en bestrijdingsmaatregelen waren aan een tiental bomen in totaal zestig uitvlieggaten geconstateerd.
In juli 2012 zijn zeven volwassen exemplaren van de boktor uit Azië aangetroffen in de Nederlandse plaats Winterswijk. Er werden maatregelen getroffen om verspreiding tegen te gaan.
In zulke gevallen moeten, onder andere op last van Europese regelgeving die sinds eind 2008 in Nederland ook wettelijk is bekrachtigd, "extreme" maatregelen worden genomen om de loofhoutboktor onmiddellijk uit te roeien. In het geval van Almere worden in een straal van 100 meter alle bomen verwijderd en onderzocht en in een straal van 1 kilometer alle bomen en struiken gecontroleerd. Gedurende vier jaar blijft het gebied onder toezicht van de Nederlandse Voedsel- en Warenautoriteit en mogen uit een straal van 500 meter rondom de besmette boom zonder toestemming van deze instantie geen bomen of struiken worden vervoerd.

## Andere Aziatische boktorren

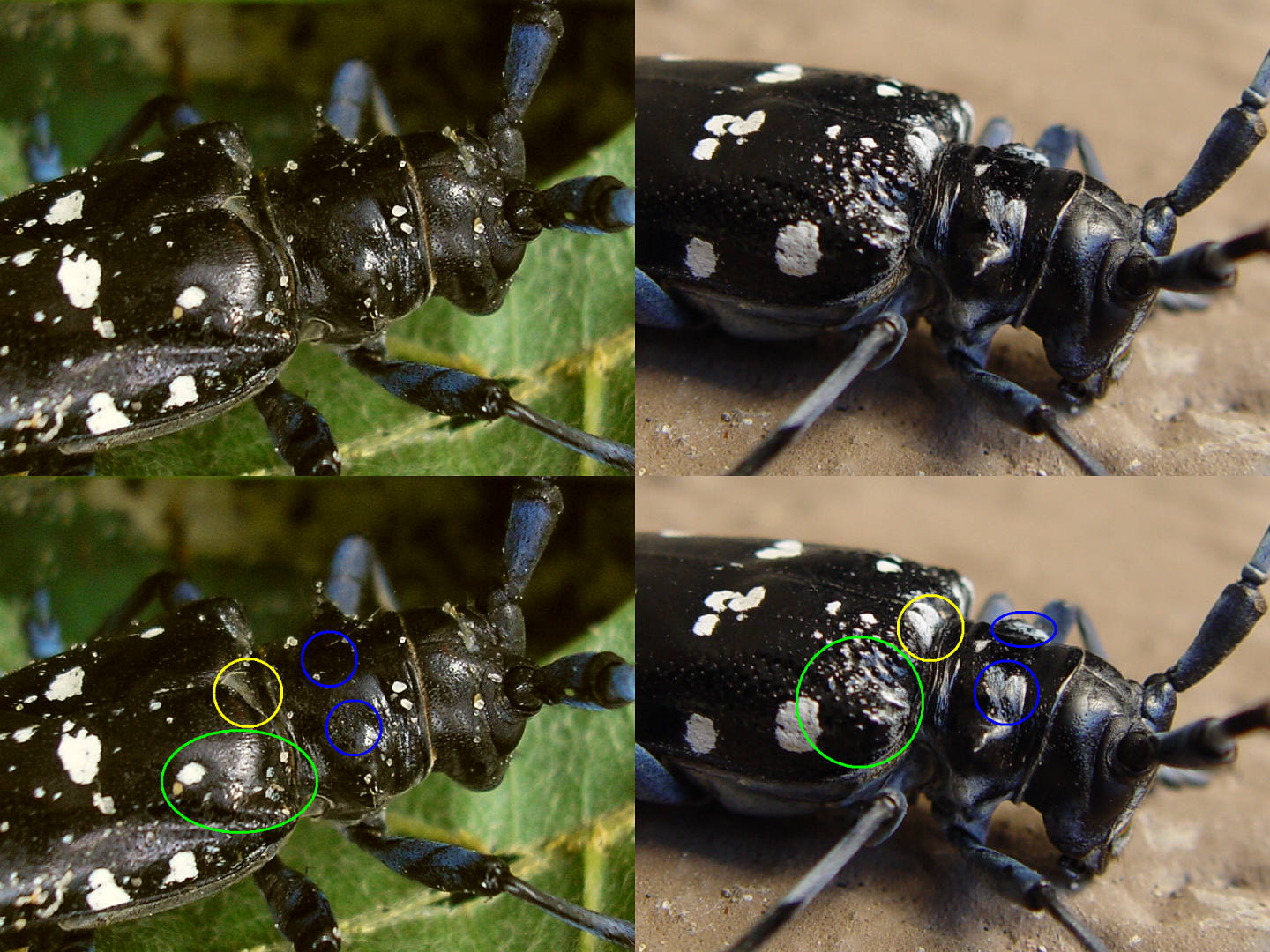
A.glabripennis versus A.chinensis malasiaca

Behalve Anoplophora glabripennis worden in Europa ook twee ondersoorten van de nauw verwante Anoplophora chinensis aangetroffen, die moeilijk te onderscheiden zijn van de loofhoutboktor. Bij de beide chinensis-soorten is echter de basis van de dekschilden over de hele breedte sterk met tuberkels bezet, terwijl de dekschilden van glaberipennis vrijwel geheel glad zijn en alleen op de hoeken van de basis iets ruwig, maar niet duidelijk bezaaid met tuberkels. Verder heeft de ondersoort Anoplophora chinensis malasiaca twee vlekken van lichte, blauwige haartjes op het halsschild en een wit behaard scutellum, maar bij Anoplophora chinensis chinensis zijn scutellum en halsschild — net als bij glabripennis — helemaal zwart. Verder liggen de circa één tot twee centimeter grote uitvlieggaten van de chinensis-soorten doorgaans helemaal onder in de stam of zelfs in de wortels, terwijl die van glabripennis hoger liggen, soms zelfs in de takken.